# Бријак
Бријак (фр. Brillac) насеље је и општина у западној Француској у региону Поату-Шарант, у департману Шарант која припада префектури Конфолан.
По подацима из 2011. године у општини је живело 647 становника, а густина насељености је износила 15,26 становника/km². Општина се простире на површини од 42,41 km². Налази се на средњој надморској висини од 220 метара (максималној 241 m, а минималној 143 m).

## Демографија
| 1962. | 1968. | 1975. | 1982. | 1990. | 1999. | 2011. |
| ----- | ----- | ----- | ----- | ----- | ----- | ----- |
| 809   | 881   | 786   | 679   | 613   | 664   | 647   |

График промене броја становника у току последњих година